# 萨克森海姆
萨克森海姆（發音：[ˈzaksn̩haɪm] ⓘ）是德国巴登-符腾堡州斯图加特行政区路德维希堡县的城市，面积57.92平方千米，2023年12月31日人口为19,480人。